# Civezza
Civezza é uma comuna italiana da região da Ligúria, província de Impéria, com cerca de 536 habitantes. Estende-se por uma área de 3 km², tendo uma densidade populacional de 179 hab/km². Faz fronteira com Cipressa, Dolcedo, Imperia, Pietrabruna, San Lorenzo al Mare.

## Demografia
| Variação demográfica do município entre 1861 e 2011                               |
|                                                                                   |
| Fonte: Istituto Nazionale di Statistica (ISTAT) - Elaboração gráfica da Wikipedia |